# Jerseys herrlandslag i fotboll
Jerseys herrlandslag i fotboll representerar Jersey i fotboll för herrar. Laget kontrolleras av Jersey Football Association, och är inte med i Fifa eller Uefa, och därmed får man inte kvalspela till de stora turneringarna.
Däremot deltar Jersey i Internationella öspelen. Sedan 1905 har man också kämpat med Alderney och Guernsey om vem som skall vinna Muratti Vase.
I december 2015 ansökte Jersey hos Uefa om att få spela officiella landskamper, sedan Gibraltar upptagits två år tidigare. I oktober 2016 sade UEFA dock nej till Jerseys ansökan.

### Fotnoter
1. ↑  Brent Pilnick BBC (9 december 2015). ”Jersey bids to join Uefa to play international football” (på engelska). BBC Sport. http://www.bbc.co.uk/sport/football/35049771. Läst 26 juli 2016.
2. ↑  ”Gibraltar given full Uefa membership at London Congress” (på engelska). BBC Sport. 24 maj 2013. http://www.bbc.co.uk/sport/football/22657481. Läst 26 juli 2016.
3. ↑  ”Jersey to appeal to CAS after Uefa rejects membership application” (på engelska). BBC Sport. 3 oktober 2016. http://www.bbc.co.uk/sport/football/37543139. Läst 5 oktober 2016.